# Tengerparti diliparti
A Tengerparti diliparti (eredeti címe: Psycho Beach Party) egy 2000-es amerikai horrorvígjáték, amelyet Robert Lee King rendezett. A produkció főszerepében Lauren Ambrose, Thomas Gibson és Amy Adams. A film premierjét a 2000-es Sundance Filmfesztiválon mutatták be 2000. január 23-án. Magyarországon tévébemutatója volt az RTL Klubon.

## Történet
Florence Forrest egy tengerparti lány nagy álmokkal. Florence egy nap elhatározza, hogy megtanul szörfözni, és kiérdemli a "Chicklet" becenevet a szörfös srácoktól. Chicklet azonban többszörös személyiségzavarban szenved. Megmagyarázhatatlan ájulásokat tapasztal, és attól fél, hogy ő lehet a felelős a városban elkövetett rejtélyes gyilkosságsorozatért.
A halálesetek után Monica Stark kapitány nyomoz, aki a gyanúsítottak listájára veszi Chicklet édesanyját, legjobb barátnőjét, Berdine-t, a szörfguru Nagy Kanakát és a B-kategóriás filmszínésznőt, Bettina Barnest.

## Szereplők
| Szerep                                   | Színész            | Magyar hangja       |
| ---------------------------------------- | ------------------ | ------------------- |
| Florence "Chicklet" Forrest / Ann Bowman | Lauren Ambrose     | Németh Borbála      |
| Kanaka                                   | Thomas Gibson      | Viczián Ottó        |
| Starcat                                  | Nicholas Brendon   | Seszták Szabolcs    |
| Bettina Barnes                           | Kimberley Davies   | Csondor Kata        |
| Lars                                     | Matt Keeslar       | Breyer Zoltán       |
| Monica Stark százados                    | Charles Busch      | Damu Roland         |
| Mrs Ruth Forrest                         | Beth Broderick     | Ősi Ildikó          |
| Berdine                                  | Danni Wheeler      | Szénási Kata        |
| Yo Yo                                    | Nick Cornish       | Pálmai Szabolcs     |
| Provoloney                               | Andrew Levitas     | Papp Dániel         |
| Marvel Ann                               | Amy Adams          | Vadász Bea          |
| Rhonda                                   | Kathleen Robertson | Simonyi Piroska     |
| T.J.                                     | Nathan Bexton      | Kossuth Gábor       |
| Juniour                                  | Buddy Quaid        | Pintér Gábor Attila |
| Cookie                                   | Jenice Bergere     | Kerekes Andrea      |

## Fogadtatás
A filmet vegyes kritikák érték. A Rotten Tomatoeson 54%-os minősítést ért el 35 értékelés alapján. „Élvezetes, bár súlytalan kalandozás”, írta Marjorie Baumgarten az Austin Chronicle-tól. Ernest Hardy a Film.com-tól azt írta: „[A film] egy olyan forgatókönyvvel és rendezéssel játszik, amely meg sem közelíti Busch saját alakításának szellemességét vagy okosságát.” Stephen Holden a New York Timestól azt írta: „Határozottan felrúgja az amerikai popkultúra hamis ártatlanságát az ellenkulturális özönvíz előestéjén.”
A MetaCritic 42 pontot adott a 100-ból 18 értékelés alapján. Dennis Lim a Voice-tól azt írta: „A nézőnek el kell gondolkodnia azon, hány szinten számít ez értelmetlen gyakorlatnak - a parodisztikus filmek paródiája, az átlátszó műfajok dekonstrukciója, a tábor önfeledt, tudálékos példája.” Jami Bernard a Daily Newstól azt írta: „Okos, szórakoztató és enyhén felforgató, de egy kicsit túl sokáig lovagol a vicc hullámán.”
A Box Office Mojo szerint a film 268 ezer dolláros bevételt ért el, a költségvetésről nincs adat.